# Evandro Brandão
Evandro Elmer de Carvalho Brandão, noto semplicemente come Evandro Brandão (Luanda, 7 maggio 1991), è un calciatore angolano con cittadinanza portoghese, attaccante del PSIS Semarang.

## Carriera

### Club
Ha giocato nella prima divisione portoghese, in quella angolana ed in quella ungherese, oltre che nella seconda divisione portoghese ed in quella israeliana.

### Nazionale
Ha giocato nella nazionale angolana, con cui è anche stato convocato alla Coppa d'Africa 2019, nella quale non è però mai sceso in campo.

## Palmarès

### Club

#### Competizioni nazionali
- Supercoppa d'Ungheria: 1

Videoton: 2011
- Coppa di Lega ungherese: 1

Videoton: 2011-2012
- Girabola: 1

Recreativo do Libolo: 2014